# Austrofundulus limnaeus
 Austrofundulus limnaeus es una especie de pez de la familia de los rivulinos en el orden de los ciprinodontiformes.

## Morfología
Los machos pueden alcanzar los 8 cm de longitud total.

## Distribución geográfica
Se encuentran en Sudamérica: Lago de Maracaibo y río Amazonas.